# Шигая
Шигая — река в России, протекает по Нижнесергинскому району Свердловской области. Устье реки находится в 96 км по правому берегу реки Бисерти, у села Кленовского. Длина реки составляет 13 км.

## Данные водного реестра
По данным государственного водного реестра России, Шигая относится к Камскому бассейновому округу, водохозяйственный участок реки — Уфа от Нязепетровского гидроузла до Павловского гидроузла, без реки Ай, речной подбассейн Белой, речной бассейн Камы.
Код объекта в государственном водном реестре — 10010201112111100021138.